# Cambarus pyronotus
Espèce
Synonymes
- Cambarus (Depressicambarus) pyronotus R.W. Bouchard, 1978[1]

Statut de conservation UICN

 DD  : Données insuffisantes
Cambarus pyronotus est une espèce d'écrevisses de la famille des Cambaridae endémique des États-Unis.

## Systématique
L'espèce Cambarus pyronotus a été décrite en 1978 par Raymond William Bouchard (d) sous le protonyme de Cambarus (Depressicambarus) pyronotus.

## Description
Le plus grand spécimen étudié, une femelle, présentait une carapace mesurant 33 mm.

## Étymologie
Son épithète spécifique, du grec ancien πῦρ, pûr, « feu », et νῶτος, nôtos, « dos », lui a été donné en référence à la couleur rouge orangé qu'arbore cette espèce dans sa localité-type.

## Publication originale
- (en) Raymond William Bouchard, « Taxonomy, Ecology and Phylogeny of the Subgenus Depressicambarus, with the Description of a New Species from Florida and Redescriptions of Cambarus graysoni, Cambarus latimanus and Cambarus striatus (Decapoda: Cambaridae) », Bulletin of the Alabama Museum of Natural History, Alabama Museum of Natural History (d), vol. 3,‎ 1978, p. 27-60 (ISSN 0196-1039, lire en ligne).